# Бойс, Эммерсон
Эммерсон Бойс (англ. Emmerson Orlando Boyce; род. 24 сентября 1979[…], Эйлсбери) — барбадосский футболист, защитник, и тренер. В настоящее время главный тренер женского клуба «Уиган Атлетик».

## Карьера
Бойс начал профессиональную карьеру в возрасте 16 лет в молодёжной команде клуба «Лутон Таун». Постепенно поднимаясь по иерархии команд клуба, он попал в основной состав, где провёл 185 матчей, забил 8 мячей.
В 2004 году он бесплатно перешёл в «Кристал Пэлас», где он впервые сыграл в Премьер-лиге, однако по итогам сезона клуб вылетел в Первый дивизион. В «Кристал Пэлас» Бойс провёл два сезона, сыграл 69 игр и забил 1 мяч. Был признан игроком года в 2006 году.
После того, как «Кристал Пэлас» не смог сходу вернуться в Премьер-лигу, Бойс снова попал в Премьер-лигу, теперь уже в составе «Уиган Атлетик», куда он перешёл за 1 миллион фунтов, подписав контракт 1 августа 2006 года, в 2009 году продлил свой контракт. В первом сезоне в «Уигане» Бойс был ключевым игроком команды, которая едва не покинула Премьер-лигу. Бойс остаётся игроком основном состава «Уигана», за который провёл уже свыше 200 матчей. После окончания карьеры устроился на работу тренером в академию «Уигана».

## Достижения
Уиган Атлетик
- Обладатель Кубка Англии: 2012/13